# Gauthier de Tessières
Gauthier de Tessières (* 9. November 1981 in Clermont-Ferrand) ist ein ehemaliger französischer Skirennläufer. Er gehörte von 1999 bis 2013 der französischen Nationalmannschaft an. An Weltmeisterschaften gewann er je eine Gold- und Silbermedaille.

## Biografie
De Tessières bestritt im Alter von fünf Jahren in Alpe d’Huez sein erstes Rennen. Sein Wohnort außerhalb der Bergregionen zwang ihn, die École de Ski Français zu besuchen. Nach einigen guten Platzierungen bei FIS-Rennen wurde er mit 18 Jahren in den B-Kader der französischen Skinationalmannschaft aufgenommen.
Seinen ersten internationalen Erfolg erzielte er im Februar 2001, als er bei den Juniorenweltmeisterschaften im schweizerischen Verbier Dritter im Super-G wurde. Schließlich bestritt er im Dezember 2001 in Val-d’Isère sein erstes Weltcuprennen. Mehrere Jahre lang blieb ein 15. Platz, den er im Dezember 2004 beim Riesenslalom in Flachau erzielt hatte, seine beste Platzierung. Diese konnte er am 13. Dezember 2008 markant verbessern, als er in Val-d’Isère Dritter des Riesenslaloms wurde. Dabei hatte er sich noch im ersten Durchgang als Dreißigster nur knapp für den zweiten Lauf qualifiziert, in dem er mit Laufbestzeit 27 Fahrer hinter sich ließ. Bestätigen konnte er dieses Resultat bisher nicht, nur zwei Jahre später, in der Saison 2010/11, fuhr er als Achter des Riesenslaloms von Alta Badia und Neunter des Riesenslaloms von Adelboden zwei weitere Male unter die besten zehn.
2005 nahm de Tessières in Bormio erstmals an Skiweltmeisterschaften teil, schied aber im Riesenslalom aus. Zwei Jahre später belegte er in Åre Rang 22 im Super-G und Platz 29 im Riesenslalom. Bei den Weltmeisterschaften 2009 in Val-d’Isère erreichte er als bester Franzose den elften Rang im Super-G und zudem Platz 15 im Riesenslalom. Bei seinem Olympiadebüt 2006 in Turin fuhr Tessières im Super-G auf den 39. Platz und bei den Olympischen Winterspielen 2010 in Vancouver belegte er den 31. Platz in dieser Disziplin. Im Riesenslalom kam er beide Male nicht ins Ziel. Bei den Weltmeisterschaften 2011 in Garmisch-Partenkirchen wurde Tessières Teamweltmeister mit der französischen Mannschaft, ohne dabei selbst einen Lauf bestritten zu haben.
In der Weltcupsaison 2011/12 kam de Tessières nicht über einen 14. Platz hinaus. Zu Beginn der Saison 2012/13 gelangen ihm zwei Top-Ten-Platzierungen. Mit diesen Leistungen hätte er sich nicht für die Weltmeisterschaften 2013 in Schladming qualifiziert. Als jedoch Johan Clarey wenige Tage vor Beginn der WM verletzt ausfiel, rückte de Tessières ins französische Team nach und gewann im Super-G überraschend die Silbermedaille. Seine beste Weltcupklassierung in dieser Disziplin war zuvor ein achter Platz gewesen.
Aufgrund ungenügender Ergebnisse wurde de Tessières nicht für die Olympischen Spiele 2014 in Sotschi berücksichtigt. Daraufhin gab er am 31. Januar 2014 seinen sofortigen Rücktritt vom Spitzensport bekannt.

## Erfolge

### Olympische Spiele
- Turin 2006: 39. Super-G
- Vancouver 2010: 31. Super-G

### Weltmeisterschaften
- Åre 2007: 22. Super-G, 29. Riesenslalom
- Val-d’Isère 2009: 11. Super-G, 15. Riesenslalom
- Garmisch-Partenkirchen: 1. Mannschaftswettbewerb (als Ersatzfahrer), 9. Riesenslalom
- Schladming 2013: 2. Super-G

### Juniorenweltmeisterschaften
- Québec 2000: 17. Riesenslalom
- Verbier 2001: 3. Super-G, 6. Riesenslalom

### Weltcup
- 5 Platzierungen unter den besten zehn, davon 1 Podestplatz

### Weltcupwertungen
| Saison  | Gesamt | Gesamt | Super-G | Super-G | Riesenslalom | Riesenslalom |
| Saison  | Platz  | Punkte | Platz   | Punkte  | Platz        | Punkte       |
| ------- | ------ | ------ | ------- | ------- | ------------ | ------------ |
| 2001/02 | 139.   | 6      | -       | -       | 51.          | 6            |
| 2002/03 | 108.   | 25     | -       | -       | 40.          | 25           |
| 2003/04 | 111.   | 18     | -       | -       | 41.          | 18           |
| 2004/05 | 86.    | 51     | -       | -       | 29.          | 51           |
| 2005/06 | 112.   | 21     | 45.     | 1       | 39.          | 20           |
| 2006/07 | 120.   | 16     | 35.     | 16      | –            | –            |
| 2007/08 | 111.   | 25     | -       | -       | 42.          | 5            |
| 2008/09 | 71.    | 85     | -       | -       | 22.          | 85           |
| 2009/10 | 86.    | 55     | 38.     | 16      | 29.          | 39           |
| 2010/11 | 57.    | 145    | 32.     | 37      | 15.          | 108          |
| 2011/12 | 80.    | 72     | 38.     | 28      | 32.          | 44           |
| 2012/13 | 64.    | 102    | 21.     | 47      | 28.          | 55           |
| 2013/14 | 148.   | 2      | -       | -       | 54.          | 2            |

### Europacup
- Saison 2001/02: 5. Riesenslalom-Wertung
- Saison 2007/08: 3. Riesenslalom-Wertung
- Saison 2011/12: 3. Super-G-Wertung
- 18 Podestplätze, davon 5 Siege:

| Datum            | Ort                      | Land       | Disziplin    |
| ---------------- | ------------------------ | ---------- | ------------ |
| 15. Februar 2002 | San Martino di Castrozza | Italien    | Riesenslalom |
| 19. Januar 2007  | La Plagne                | Frankreich | Riesenslalom |
| 8. Februar 2008  | Jasná                    | Slowakei   | Riesenslalom |
| 2. Februar 2012  | Santa Caterina Valfurva  | Italien    | Super-G *    |
| 22. Februar 2012 | Sella Nevea              | Italien    | Super-G      |

* zeitgleich mit Florian Scheiber

### Weitere Erfolge
- 2 französische Meistertitel (Riesenslalom 2011 und Super-G 2012)
- 2 französische Juniorenmeistertitel (Abfahrt und Super-G 2001)
- 1 Podestplatz im Nor-Am Cup
- 8 Siege in FIS-Rennen